# Zamsure FC
Zamsure FC – zambijski klub piłkarski z siedzibą w mieście Lusaka, działający w latach 1984–2009, grający niegdyś w pierwszej lidze zambijskiej.

## Sukcesy
- Puchar Zambii[1]:
  - zwycięstwo (1): 1999.

## Występy w afrykańskich pucharach
| Sezon | Rozgrywki                 | Runda | Kraj     | Klub                        | Dom | Wyjazd | Dwumecz |
| ----- | ------------------------- | ----- | -------- | --------------------------- | --- | ------ | ------- |
| 1995  | Puchar CAF                | 1     | Reunion  | US Stade Tamponnaise        | 1–0 | 1–1    | 2–1     |
| 1995  | Puchar CAF                | 1     | Mozambik | Clube Ferroviário de Maputo | 1–1 | 0–1    | 1–2     |
| 1996  | Puchar Zdobywców Pucharów | 1     | Namibia  | MP Tigers                   | –   | –      | –       |
| 2000  | Puchar Zdobywców Pucharów | 1     | Botswana | Mogoditshane Fighters       | 2–1 | 2–1    | 4–2     |
| 2000  | Puchar Zdobywców Pucharów | 2     | Kamerun  | Canon Jaunde                | 0–1 | 1–4    | 1–5     |

## Stadion
Domowe mecze klub rozgrywał na Zamsure Sports Complex w Lusace, który mógł pomieścić 5 tys. widzów.

## Reprezentanci kraju grający w klubie
Stan na kwiecień 2023.
- Linos Chalwe
- George Kolala
- Shy Kumwenda
- Arthur Lungu
- Moffat Mtonga
- Sipho Mumbi
- Kingsley Musabula
- David Siame
- Andrew Tembo
- Masauso Tembo